# 内伯尔
内伯尔（發音：[ˈneːbl̩] ⓘ）是德国石勒苏益格-荷尔斯泰因州北弗里斯兰县的市镇，面积11.95平方千米，2023年12月31日人口为978人。